# MTV Unplugged (Katy Perry)
MTV Unplugged je prvi album uživo američke pjevačice Katy Perry objavljen 17. listopada 2009. godine u izdanju Capitol Recordsa.

## O albumu
Album je objavljen u serijalu albuma imena MTV Unplugged. Na albumu je prikazan nastup koji je Perry održala 22. srpnja 2009. godine na MTV-ju. Uz hit singlove "I Kissed a Girl", "Waking Up in Vegas", te "Thinking of You" Izvela je i dvije nove pjesme: obradu pjesme "Hackensack" sastava Fountains of Wayne te nikad prije obajvljenu pjesmu "Brick by Brick", koja je procurila na internet nekoliko mjeseci prije objavljivanja albuma. Na albumu se nalazi i pjesma "Lost". DVD sadrži i intervju s njom.

## Popis pjesama

### CD
| 1.    | »I Kissed a Girl«                                       | 4:10 |
| 2.    | »Ur So Gay«                                             | 4:24 |
| 3.    | »Hackensack« (obrada pjesme sastava Fountains of Wayne) | 3:01 |
| 4.    | »Thinking of You«                                       | 4:38 |
| 5.    | »Lost«                                                  | 4:59 |
| 6.    | »Waking Up in Vegas«                                    | 3:31 |
| 7.    | »Brick by Brick« (prije neobjavljena)                   | 4:39 |
| 28:02 |                                                         |      |

### DVD
| 1.    | »I Kissed a Girl« (video)    | 4:11 |
| 2.    | »Ur So Gay« (video)          | 4:22 |
| 3.    | »Hackensack« (video)         | 3:00 |
| 4.    | »Thinking of You« (video)    | 4:38 |
| 5.    | »Lost« (video)               | 4:59 |
| 6.    | »Waking Up in Vegas« (video) | 3:28 |
| 7.    | »Brick by Brick« (video)     | 4:46 |
| 8.    | »Intervju«                   | 8:23 |
| 36:24 |                              |      |

## Top liste
| Top liste (2009.) | Najviša pozicija |
| ----------------- | ---------------- |
| Francuska         | 192              |
| Švicarska         | 82               |
| SAD Billboard 200 | 168              |

## Povijest objavljivanja
| Država | Datum              | Format |
| ------ | ------------------ | ------ |
| SAD    | 17. studenog 2009. | CD/DVD |
| Brazil | 27. studenog 2009. | CD/DVD |